# Базилика Сан-Лоренцо-Маджоре (Милан)
Бази́лика Сан-Лоре́нцо-Маджо́ре (итал. La basilica di San Lorenzo, Basilica collegiata prepositurale di San Lorenzo Maggiore, Basilica palatina, Сан-Лоренцо-Маджоре; ломб. Gesa de San Lorenz) — римско-католический храм, возведённый в память о Святом Лаврентии Римском в Милане, столице Ломбардии не позднее конца IV века, вероятно, при епископе Амвросии Медиоланском, одном из четырёх Учителей Церкви. Полное название — Коллегиальная великая базилика Святого Лаврентия (итал. basilica collegiata prepositurale di San Lorenzo Maggiore), известная в раннехристианскую эпоху как «дворцовая базилика» (basilica palatina), а в наше время также как «Святой Лаврентий с колоннами» (San Lorenzo alle Colonne). Это одна из старейших церквей города, построенная ещё в римские времена, но впоследствии несколько раз перестроенная. Находится недалеко от средневековых ворот Порта Тичинезе и рядом с древнеримской колоннадой. Как и Базилика Профетарум (лат. Basilica Рrophetarum — Базилика пророков, позднее: Сан-Диониджи (итал. Basilica di San Dionigi, не сохранилась), «Базилика Девственниц» (лат. Basilica Virginum, позднее базилика Сан-Симпличано) и Базилика святых апостолов (позднее Базилика Сан-Надзаро-ин-Броло), является одной из четырёх древнейших «амброзианских базилик» города позднеримского периода, когда Медиолан (современный Милан) был столицей Западной Римской империи (с 286 по 402 год).

## История
Базилика представляет собой «одно из самых замечательных свидетельств существования древнего Медиоланума — столицы Западной Римской империи (с 286 по 402 год), где античное и раннехристианское искусство соединяются в гармоничное целое». Позднейшие пристройки придали римскому центрическому храму вид базилики. По обе стороны от храма установлены бронзовые статуи Святому Лазарю (1728) и Константину Великому (реплика статуи в базилике Сан-Джованни-ин-Латерано в Риме), а также шестнадцать древнеримских колонн пышного коринфского ордера, поддерживающих антаблемент, привезённых, возможно, из терм (или дворца) императора Максимиана (III в.). Колонны были привезены сюда в IV веке и поставлены в ряд, составляющий фасад квадрипортика (четырёхстороннего портика) ещё незавершённой базилики Сан-Лоренцо.
Базилика в общих чертах сохранила необычный центрический план позднеимперской эпохи, относящийся к периоду между 390 и 410 годами. Вместе с колоннадой, когда-то являвшейся, как предполагают, частью оформления входа, это один из главных монументальных комплексов позднеримской эпохи в Милане, в период, когда римский город Медиолан (современный Милан) был столицей Западной Римской империи (с 286 по 402 год).
Первоначальное название «палатинская (дворцовая) базилика», позднее изменённое на «Сан-Лоренцо», происходит от близости римского императорского дворца, называемого в то время Палатиумом. Период между XI и XII веками оказался очень неспокойным. Открытое пространство за базиликой, называемое Ветра (Vetra), использовалось как место для казней преступников. Эта практика продолжалась до 1840 года.
Здание сильно пострадало от двух пожаров в 1071 и 1075 годах, купол рухнул в 1103 году, восстановленный, он снова рухнул вместе с частью здания в следующем пожаре в 1124 году. Затем церковь перестроили в романском стиле, сохранив при этом внутреннюю планировку.
На протяжении Средневековья базилика Сан-Лоренцо оставалась свидетельством римского наследия в Милане; в эпоху Возрождения храм стал символом утраченных классических канонов, которые стремились возродить итальянские гуманисты. Конструкцию поддержки монументального купола храма изучали, в частности, Донато Браманте, Антонио Филарете, Леонардо да Винчи и Джулиано да Сангалло.
В 1585 году в базилике произошло чудо, предсказанное, согласно преданию архиепископом Борромео, Карло Карло Борромео: перед образом Мадонны дель Латте («Мадонны кормящей»), выставленным на площади Пьяцца делла Ветра, была исцелена больная женщина. После этого пожертвования на храм увеличились, что позволило ускорить работы по реконструкции базилики. В 1626 году, по завершении всех проектов, икона Мадонны дель Латте была перенесена в главный алтарь, где и находится до настоящего времени.
В 1830-х годах австрийское правительство Ломбардии начало перепланировку Ветры: были снесены пристроенные к базилике дома, в которых жили ремесленники; русло ручья Ветра было перекрыто; казни отменены. После бомбардировок 1944—1945 годов разрушенные дома не восстанавливались, что позволило создать площадь, откуда открывается прекрасный вид на комплекс. В 1934 году на месте снесённых домов образовался своего рода внутренний двор с функцией общественной площади перед базиликой.

## Архитектура
Первый храм на этом месте построен византийским архитектором из камней находившегося рядом древнеримского амфитеатра. Отсюда необычный план церкви, соответствующий восточнохристианской, византийско-сирийской архитектурной традиции. Название «базилика» (церковь удлинённого плана) закрепилось за раннехристианской постройкой и не соответствует планировке храма. Здание представляет собой в плане тетраконх, или квадрифолий, — сложное сочетание четырёхлистника (подкупольного квадрата, окружённого четырьмя полукружиями апсид), обходных галерей с аркадами на древнеримский манер, октогона с куполом (надстроенным Мартино Басси в 1573 году), атриума и малого октогона капеллы Сант-Аквилино. Внутри четыре экседры (в интерьере они выглядят нишами) открываются в центральный, квадратный в плане зал.
Вход в храм осуществляется через колонный трёхарочный портик-лоджию, ведущий в основную часть здания: октогон, вписанный в наружный квадрат с четырьмя полукруглыми апсидами, сочленёнными четырьмя массивными пилонами. Впечатляющий огромный центральный зал свидетельствует о былой мощи древнеримской архитектуры. Его со всех сторон его охватывает обходная галерея — деамбулаторий. Зонтичный купол также восходит к поздней античности, в его массив вставлены полые трубки и глиняные амфоры для облегчения веса и улучшения акустики, украшения купола не сохранились.
С внешней стороны здания по четырём углам высятся квадратные башни-колокольни. Они относятся к XII веку. Всё это было увенчано куполом, о котором мы мало знаем, так как он был впоследствии неоднократно перестроен. Интерьер освещается большими окнами и, вероятно, был облицован мрамором в нижней части и мозаиками на сводах и арках. Из двух боковых пристроек меньшая находилась на востоке, напротив входа: капелла Сант-Ипполито в виде греческого креста, позднее сделанная восьмигранной, посвящённая святому Ипполиту Римскому. Другая капелла, пристроенная с южной стороны, выполняла функцию императорского мавзолея: традиция приписывает её создание Галле Плацидии, дочери римского императора Феодосия Великого, в 425—437 годах — правительнице Западной Римской империи.
Капеллы Сант-Ипполито и Сант-Аквилино (Святого Аквилина Миланского, переосвящённая капелла Святого Генезия) сохранили несколько позднеантичных мозаик: фрагменты с фигурами апостолов и патриархов колен Израилевых, замечательного качества по выразительности фигур и проработке теней, что сближает их с мозаиками Мавзолея Галлы Плацидии в Равенне и базилики Санта-Мария-Маджоре в Риме. Среди мозаик капеллы Сант-Аквилино есть изображение «Христа-законодателя» Traditio legis (лат. , передача, вручение Закона). Иисус восседает на троне в окружении апостолов, а у Его ног лежит ящик со свитками.
Фундамент капеллы Сант-Ипполито также восходит к раннехристианской эпохе. В капелле имеется много остатков римского Милана, ранее использовавшихся в других местах, а затем перенесённых в базилику, например, некоторые каменные блоки.
В приделе храма хранятся мощи Святой Наталии.

## Галерея

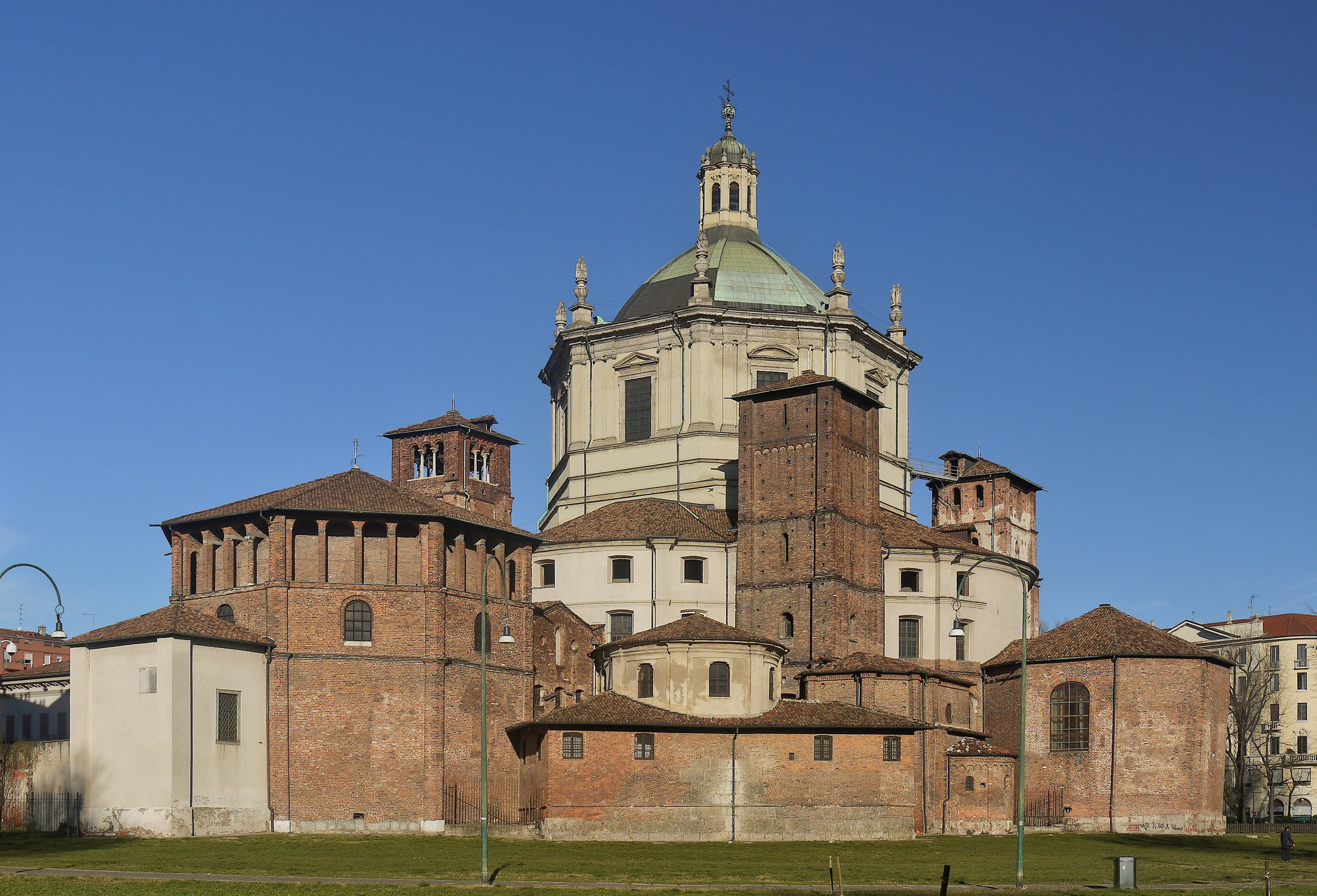
Общий вид базилики
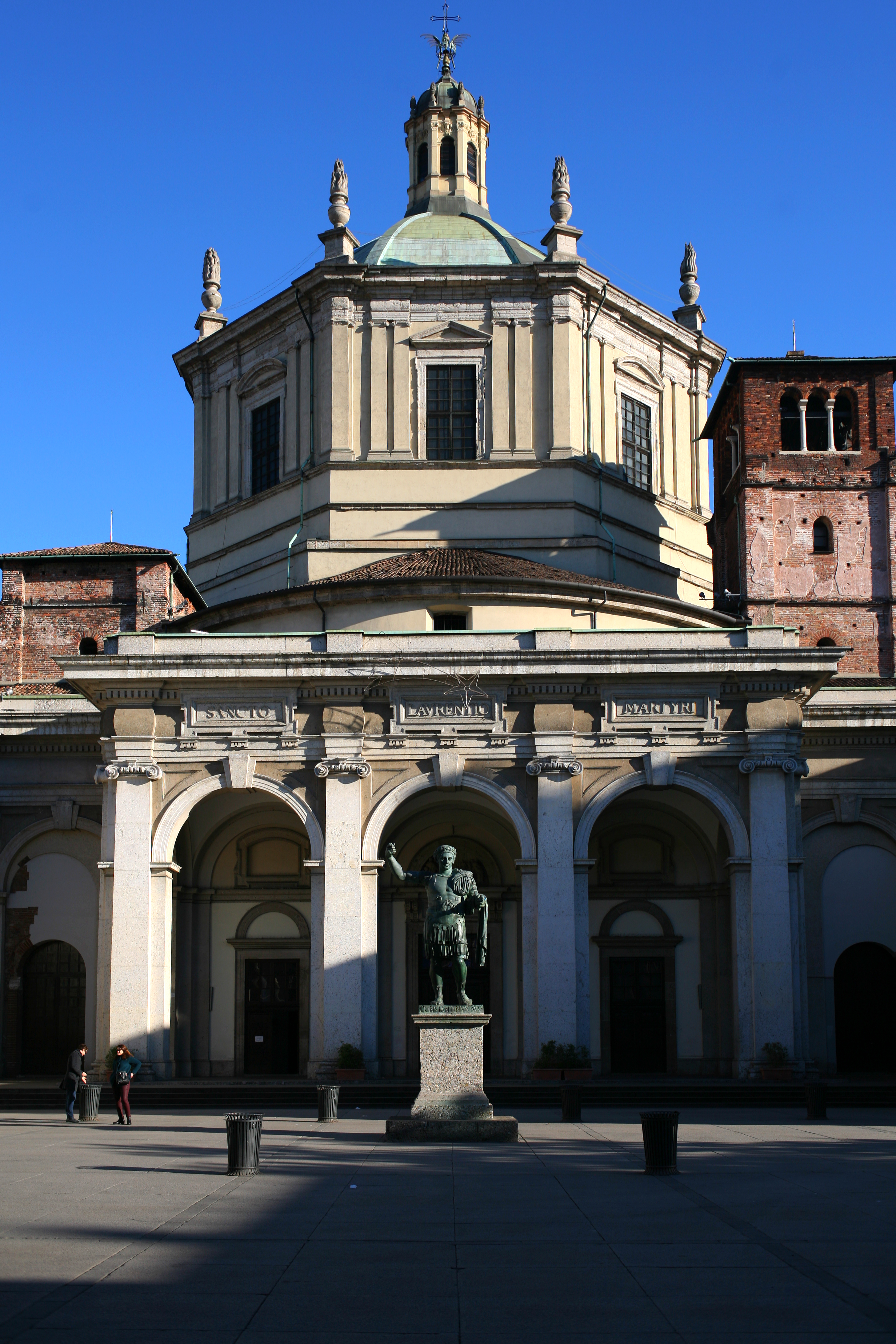
Главный фасад. Памятник Константину Великому
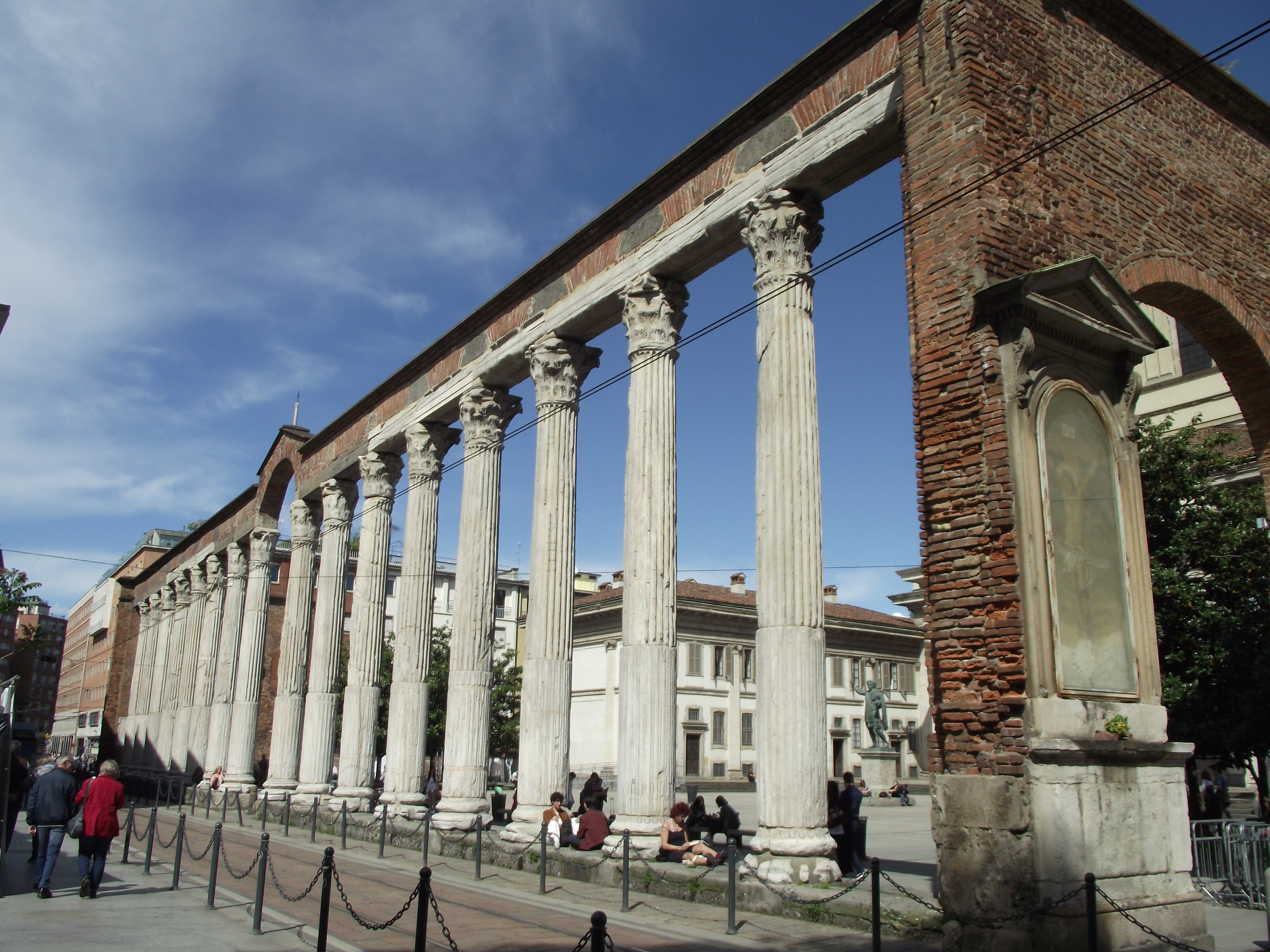
Колоннада
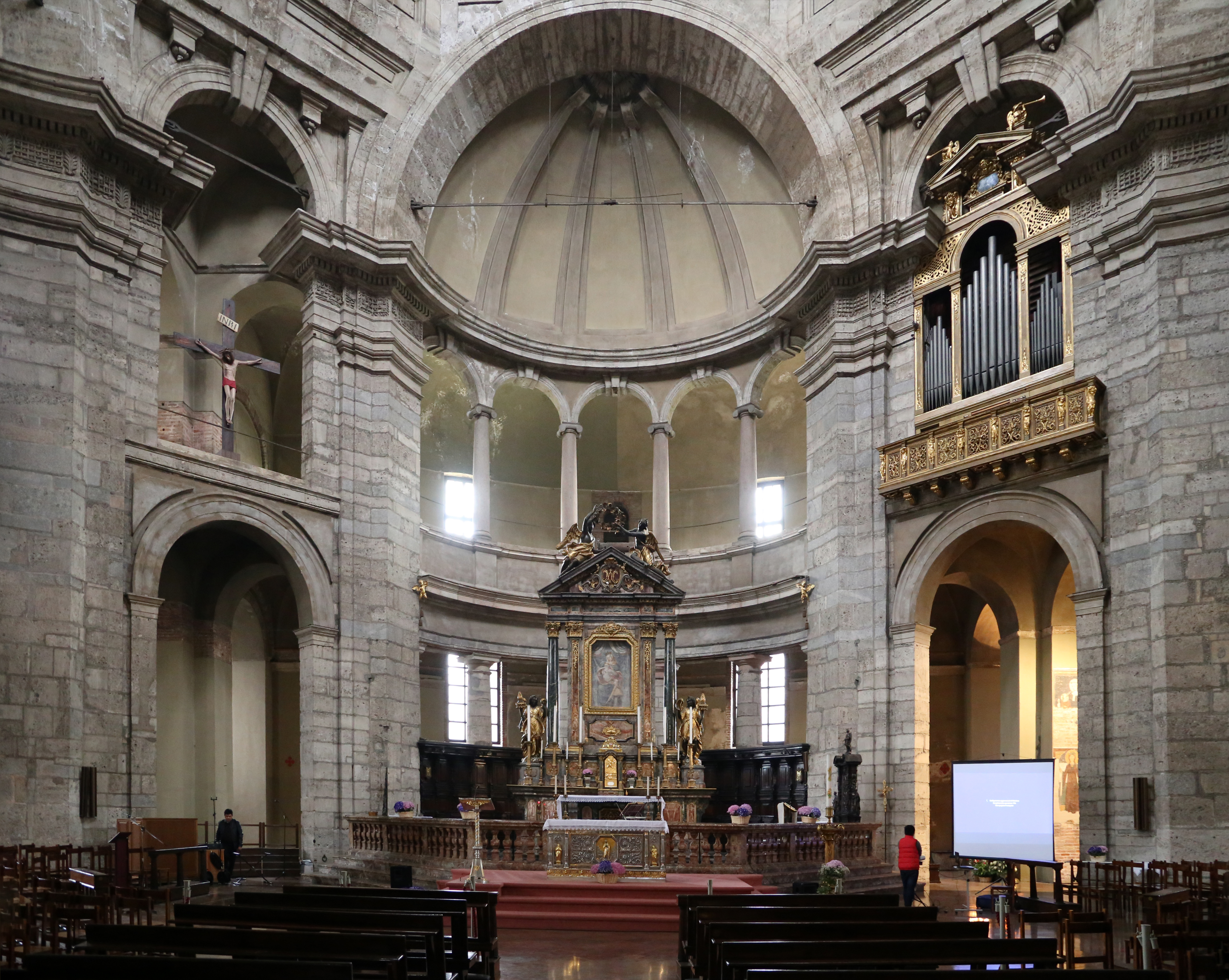
Центральный зал
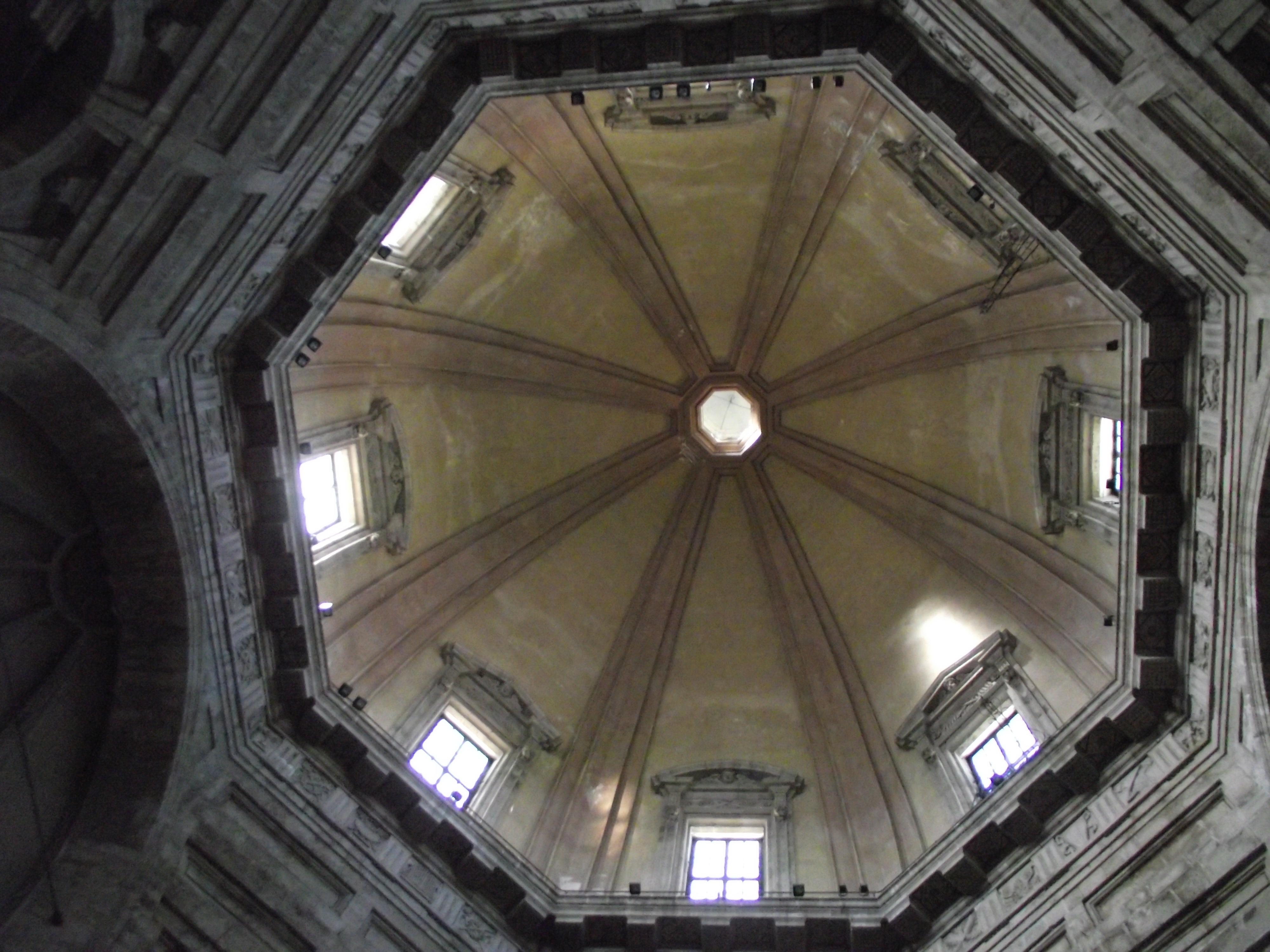
Внутренний вид купола
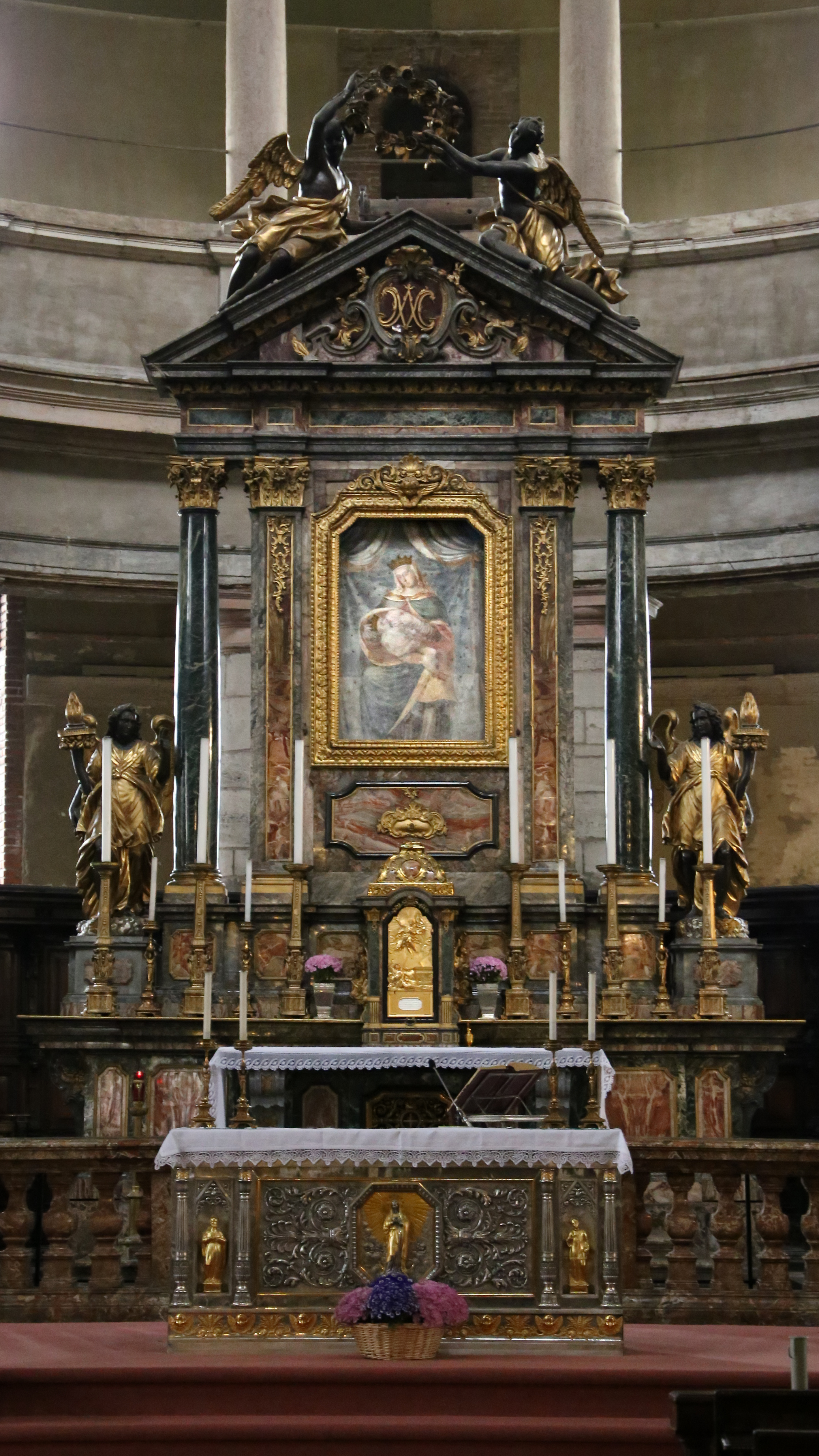
Алтарь
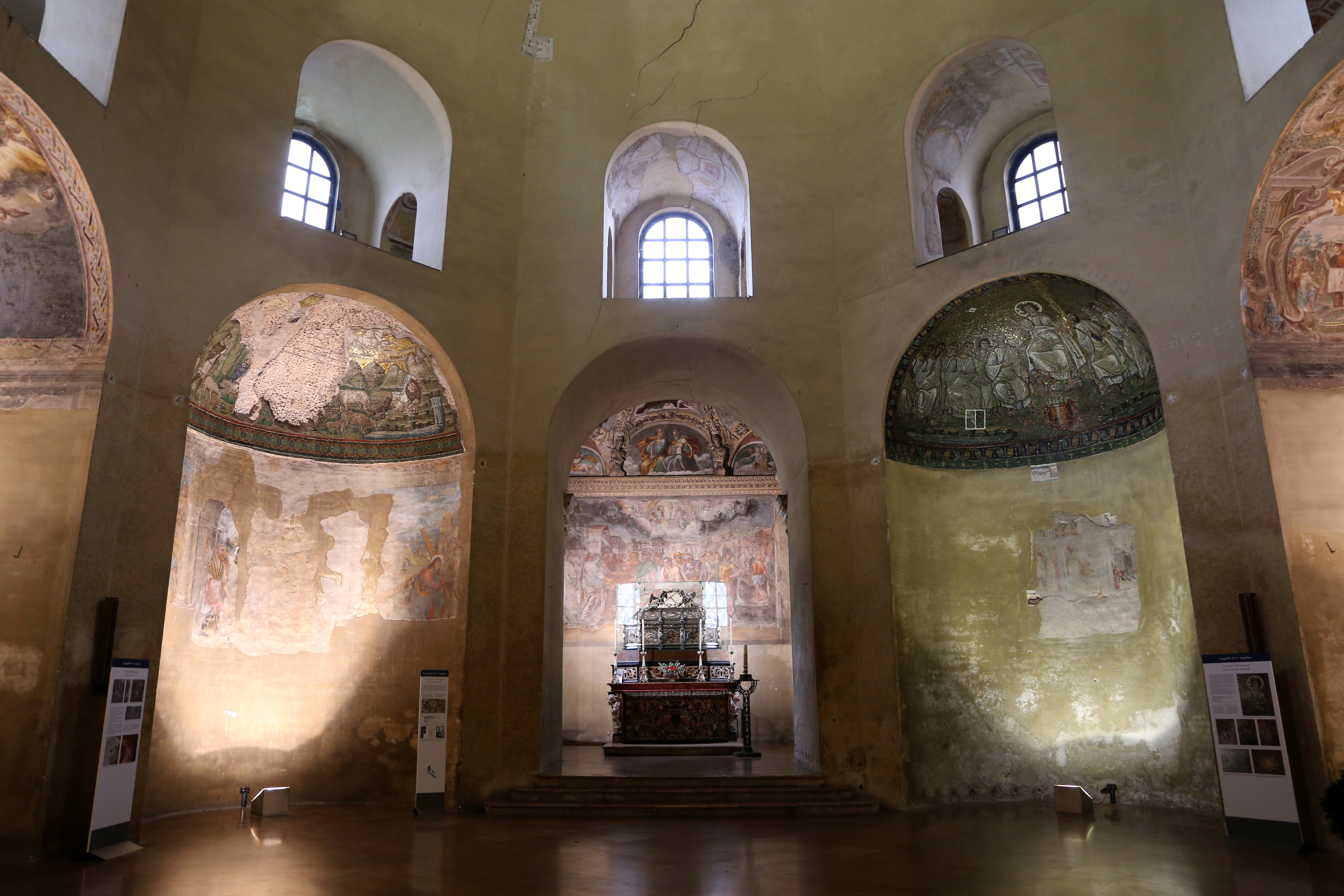
Капелла Сант-Аквилино
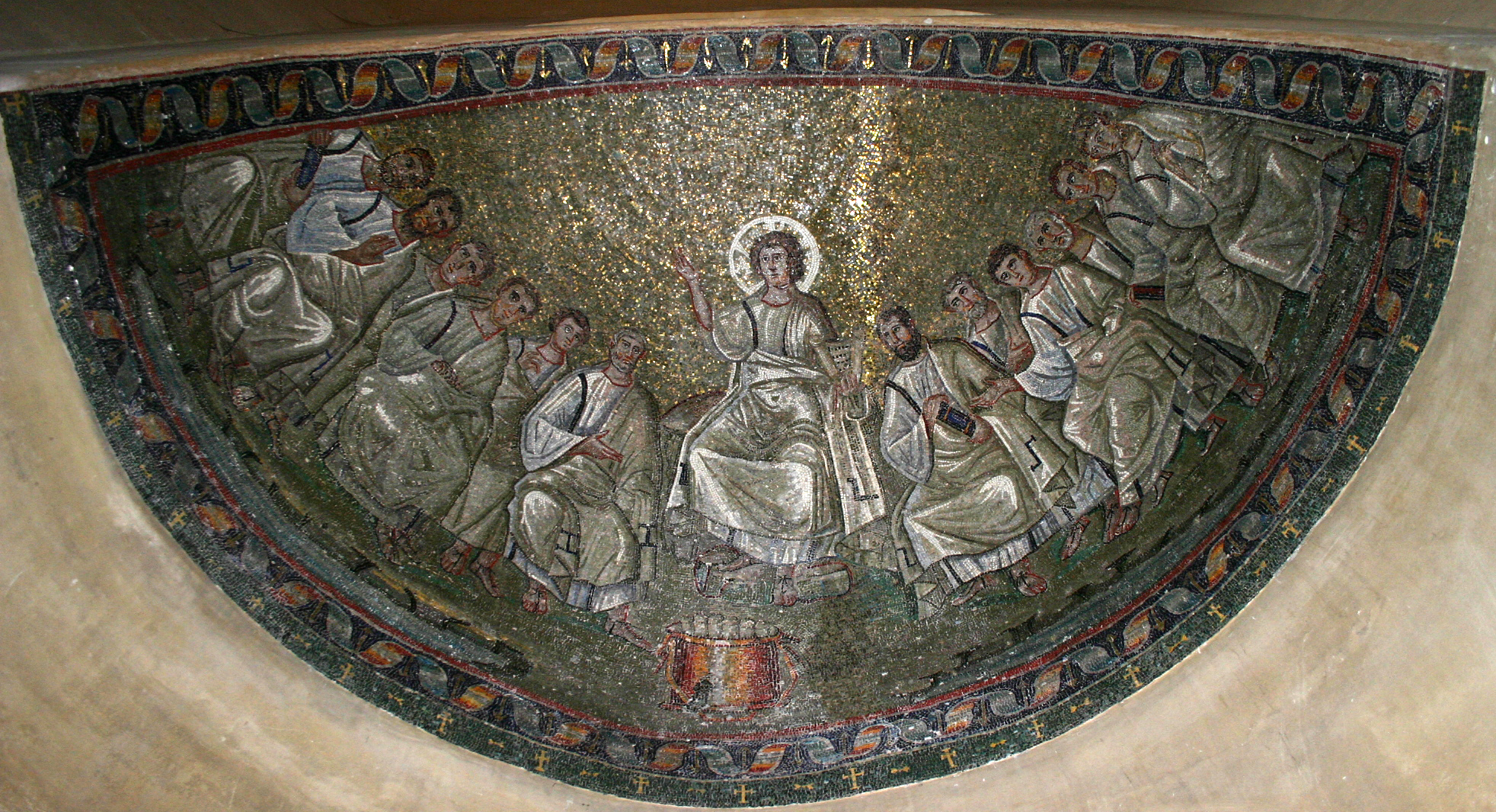
Передача закона. Мозаика конхи капеллы Сант-Аквилино. Конец IV в.
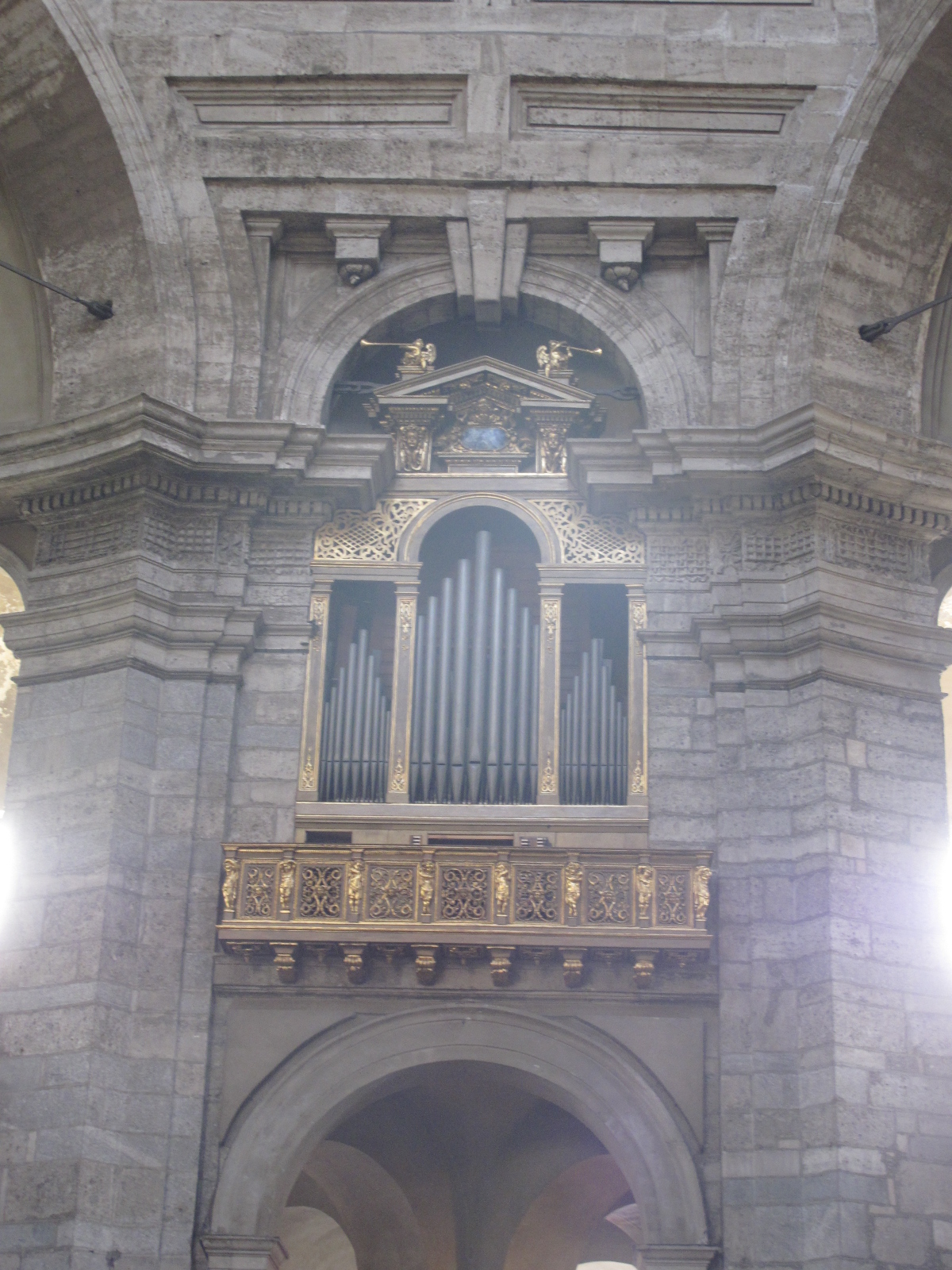
Орган